# 青森県道47号青森東インター線
青森県道47号青森東インター線（あおもりけんどう47ごう あおもりひがしインターせん）は、青森県青森市を通る県道（主要地方道）である。

## 概要
青森東インターチェンジの接続路線で、起点は青森自動車道の終点となる野内川の左岸から始まり、すぐに青森県道123号清水川滝沢野内線交点を左折して野内川右岸を青森湾方向へ進む。
青森県青森市三本木で青森県道44号青森環状野内線と合流・右折してすぐに左折し、青森県道44号青森環状野内線から分岐する。ここからは未改良区間が続く住宅街を抜けると終点の馬屋尻交差点・国道4号交点となる。
野内川の右岸、県道123号交点で右折するとみちのく有料道路へ接続する。
起点では青森自動車道が連続しており、青森県道123号清水川滝沢野内線交点までは自動車専用道路になっている。

### 路線データ
- 起点：青森東インター[1]（青森市大字諏訪沢字松代[2]・青森東インターチェンジ）
- 終点：青森市大字馬屋尻[1]（国道4号交点、馬屋尻交差点）
- 距離：2.023km[3]

## 歴史
- 1993年（平成5年）5月10日 - 青森県道257号天間舘馬屋尻線の一部が主要地方道青森東インター線に指定される[4]。
- 1994年（平成6年）3月25日 - 主要地方道に指定された区間が青森県道257号天間舘馬屋尻線から分割されて青森県道47号に認定される[1]。
- 2003年（平成15年）9月28日 - 青森東インターチェンジの開業に合わせて、接続部分が供用開始する[2]。

## 路線状況

### 重複区間
- 青森県道44号青森環状野内線（青森県青森市三本木川崎・地内）
- 青森県道257号後平馬屋尻線（青森県青森市三本木川崎 - 青森市大字馬屋尻・終点）
- 青森県道123号清水川滝沢野内線（青森県青森市三本木川崎 - 青森市大字馬屋尻・終点）

## 地理

### 交差する道路
- 青森自動車道青森東インターチェンジ（青森市大字諏訪沢字松代）
- 青森県道123号清水川滝沢野内線・青森県道257号後平馬屋尻線（青森市大字三本木字川崎）
- 青森県道44号青森環状野内線・青森県道123号清水川滝沢野内線（青森市大字三本木字川崎）
- 国道4号・青森県道123号清水川滝沢野内線（青森市大字馬屋尻字小金沢・終点）